# 火器営駅
座標: 北緯39度57分55秒 東経116度17分28秒 / 北緯39.965286度 東経116.291077度
火器営駅（かきえいえき）は、中華人民共和国北京市海淀区に位置する北京地下鉄10号線の駅。

## 駅構造
島式ホーム1面2線を有する地下駅。

## 駅周辺
- 観山園
- 中信銀行万柳支行
- 晴波園

## 歴史
- 2012年12月30日 - 開業。

## 隣の駅
北京地下鉄
■10号線
長春橋駅 - 火器営駅 - 巴溝駅